# Ієвлева Наталя Тихонівна
Ната́ля Ти́хонівна Іє́влева  (*2 липня 1947, Сімферополь) — радянський і український художник кіно, художник-постановник.

## Біографія
Народилася 2 липня 1947 р. в Сімферополі. Закінчив Одеське художнє училище (1967) і Всесоюзний державний інститут кінематографії (1973, курс Й.А.Шпінеля).
З 1974 року — художник-постановник Одеської кіностудії.
Член Національної спілки кінематографістів України (1980—2001), НСКінУ (1980).

## Фільмографія
- «Операція „Герцог“» (1971, у співавт. з Ю. Горобцем)
- «Відповідна міра» (1974, у співавт. з В. Єфімовим)
- «Рейс перший, рейс останній» (1974, у співавт. з В. Єфімовим)
- «Відпустка, яка не відбулася» (1976)
- «Де ти був, Одіссею?» (1978)
- «Камертон» (1979, 2 с)
- «Незакінчений урок» (1980, 2 с)
- «Білий танець» (1981)
- «Третій вимір» (1981, т/ф, 3с)
- «Сто перший» (1982, 2 с)
- «Серед тисяч доріг» (1983)
- «Берег його життя» (1984)
- «Мільйон у шлюбному кошику» (1985)
- «Була не була» (1986, 2 с, у співавт. з М. Кацем)
- «В'язень замку Іф» (1988, 3 с)
- «Мистецтво жити в Одесі» (1989)
- «Екстрасенс» (1991, 2 с)
- «Нальот» (1993) та ін.